# Războiul Austro-Turc (1788–1791)
Războiul Austro-Turc (1788–1791) a fost ultima confruntare militară între Sfântul Imperiu Roman și Imperiul Otoman. Războiul s-a suprapus parțial cu Războiul Ruso-Austro-Turc (1787–1792).